# Novato, California
Novato este un oraș situat în comitatul Marin, statul California, SUA. El ocupă o suprafață de 73,2 km² și avea în anul 2004, 48.700 loc.

## Personalități marcante
- Brande Nicole Roderick, actriță și fotomodel